# Mers Celtiques - Talus du golfe de Gascogne
Mers Celtiques - Talus du golfe de Gascogne este o arie protejată (arie de protecție specială avifaunistică — SPA) din Franța întinsă pe o suprafață de 7.186.094 ha, integral marine.

## Localizare
Centrul sitului Mers Celtiques - Talus du golfe de Gascogne este situat la coordonatele 47°38′24″N 6°04′30″W / 47.64°N 6.075°V.

## Înființare
Situl Mers Celtiques - Talus du golfe de Gascogne a fost declarat arie de protecție specială avifaunistică în baza directivei 79/409 din 1979 referitoare la conservarea păsărilor sălbatice pentru a proteja 31 de specii de animale.

## Biodiversitate
Situată în ecoregiunea atlantică, aria protejată nu include niciun habitat protejat.
La baza desemnării sitului se află mai multe specii protejate de  păsări (31): alca (Alca torda), Calonectris diomedea, Catharacta skua, papagal de mare (Fratercula arctica), Fulmarus glacialis, cufundar polar (Gavia arctica), Hydrobates pelagicus, Larus argentatus, pescăruș sur (Larus canus), pescăruș negricios (Larus fuscus), Larus marinus, pescăruș-cu-cap-negru (Larus melanocephalus), pescăruș mic (Larus minutus), pescăruș râzător (Larus ridibundus), Larus sabini, rață neagră (Melanitta nigra), sula bassana (Morus bassanus), Oceanodroma leucorhoa, cormoran mare (Phalacrocorax carbo), notatiță cu cioc lat (Phalaropus fulicarius), Puffinus gravis, Puffinus griseus, Puffinus puffinus, Puffinus puffinus mauretanicus, Rissa tridactyla, lup de mare mic (Stercorarius parasiticus), Stercorarius pomarinus, chiră de baltă (Sterna hirundo), Sterna paradisaea, chiră de mare (Sterna sandvicensis), Uria aalge.
Pe lângă speciile protejate, pe teritoriul sitului au mai fost identificate 7 specii de mamifere, 6 specii de pești, 1 specie de reptile.